# Mesquita Blava de Tabriz
La mesquita Blava (en àzeri: Göy məscid; en persa: Masjed-e Kabūd) és una important mesquita situada a la ciutat de Tabrīz, a l'Iran. La mesquita, juntament amb altres edificis públics, fou construïda el 1465 per ordre de Jahān-Xah, rei de Qara Qoyunlu.
La mesquita es danyà greument en un terratrèmol de 1779, de la qual només sobrevisqué l'iwan d'entrada. El 1973 Reza Memaran Benam en començà la reconstrucció sota la supervisió del Ministeri de Cultura de l'Iran. Els taulellets, però, encara estan incomplets.
El 9 d'agost de 2007 la mesquita Blava fou inclosa en la Llista indicativa de l'Iran.

## Història
La mesquita Blava de Tabriz, la construí Jahān-Xah, rei de la dinastia Qara Qoyunlu, que feu de Tabriz la capital del regne. Aquest regne cobria una part important dels actuals Iran, Azerbaidjan i Turquia. Fou assassinat per Uzun Hasan (rei d'Aq Qoyunlu) i enterrat en el que sobrevisqué de la mesquita.
El mausoleu es construí a la part sud de la mesquita i és totalment cobert amb altes lloses de marbre en què hi ha gravats versos de l'Alcorà en cal·ligrafia thúluth sobre un fons de valuosos arabescs. El sostre del mausoleu i la sala principal de la mesquita s'esfondraren durant un terratrèmol del 1779 i els reconstruïren al 1973 gràcies als esforços de l'arquitecte Reza Memaran Benam, sota la supervisió de l'Organització Nacional per a la conservació de monuments antics.

## Cal·ligrafia
Les cal·ligrafies cúfica i thúluth, els patrons dels arabescs, i les composicions cromàtiques, els feu el famós cal·lígraf Nematollah-ben-Mohammad-ol-Bavab. L'interior i l'exterior de les parets s'ha cobert amb taulells.

## Galeria d'imatges

Exterior
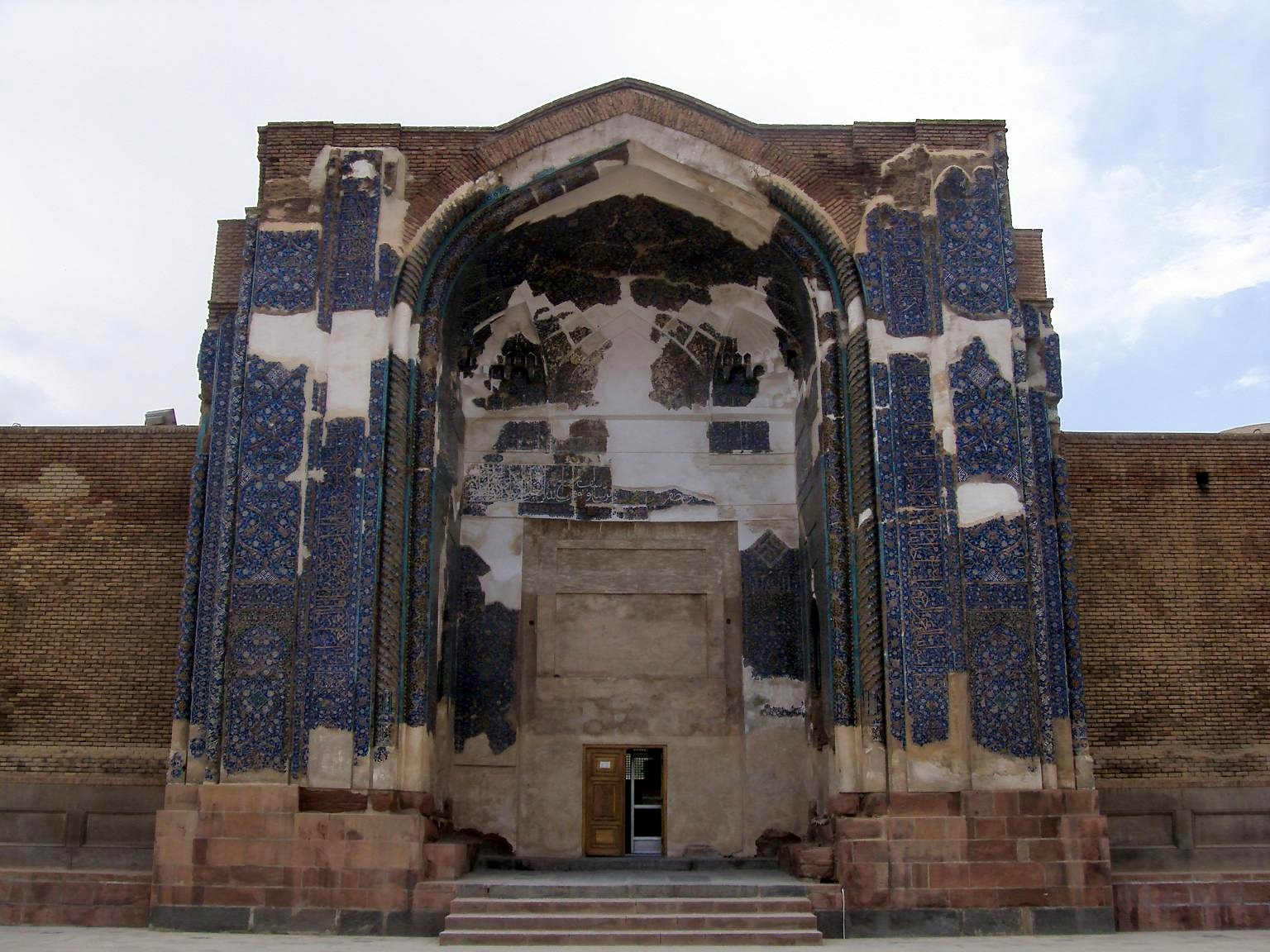
Porta
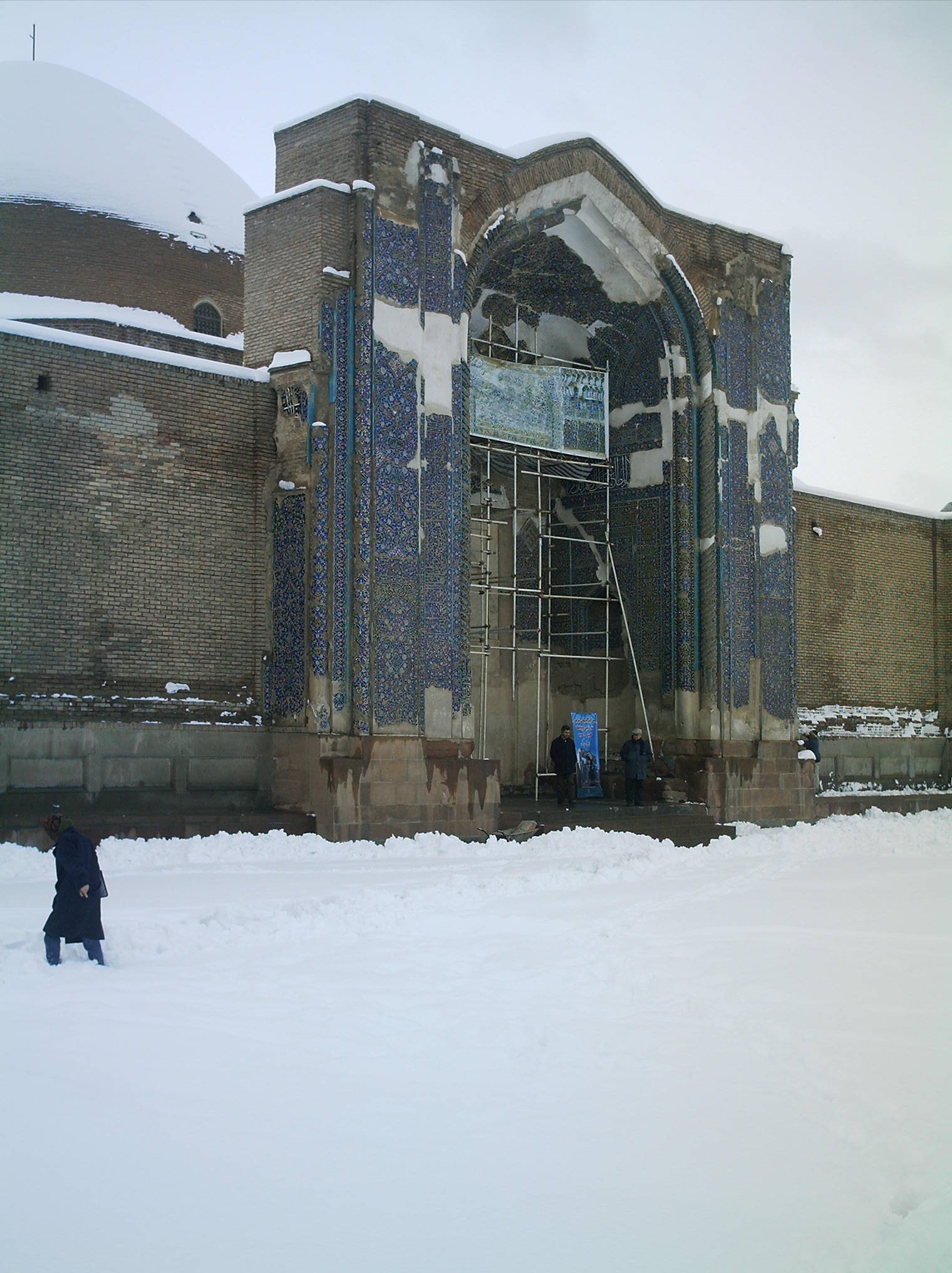
Entrada a la Mesquita Blava.
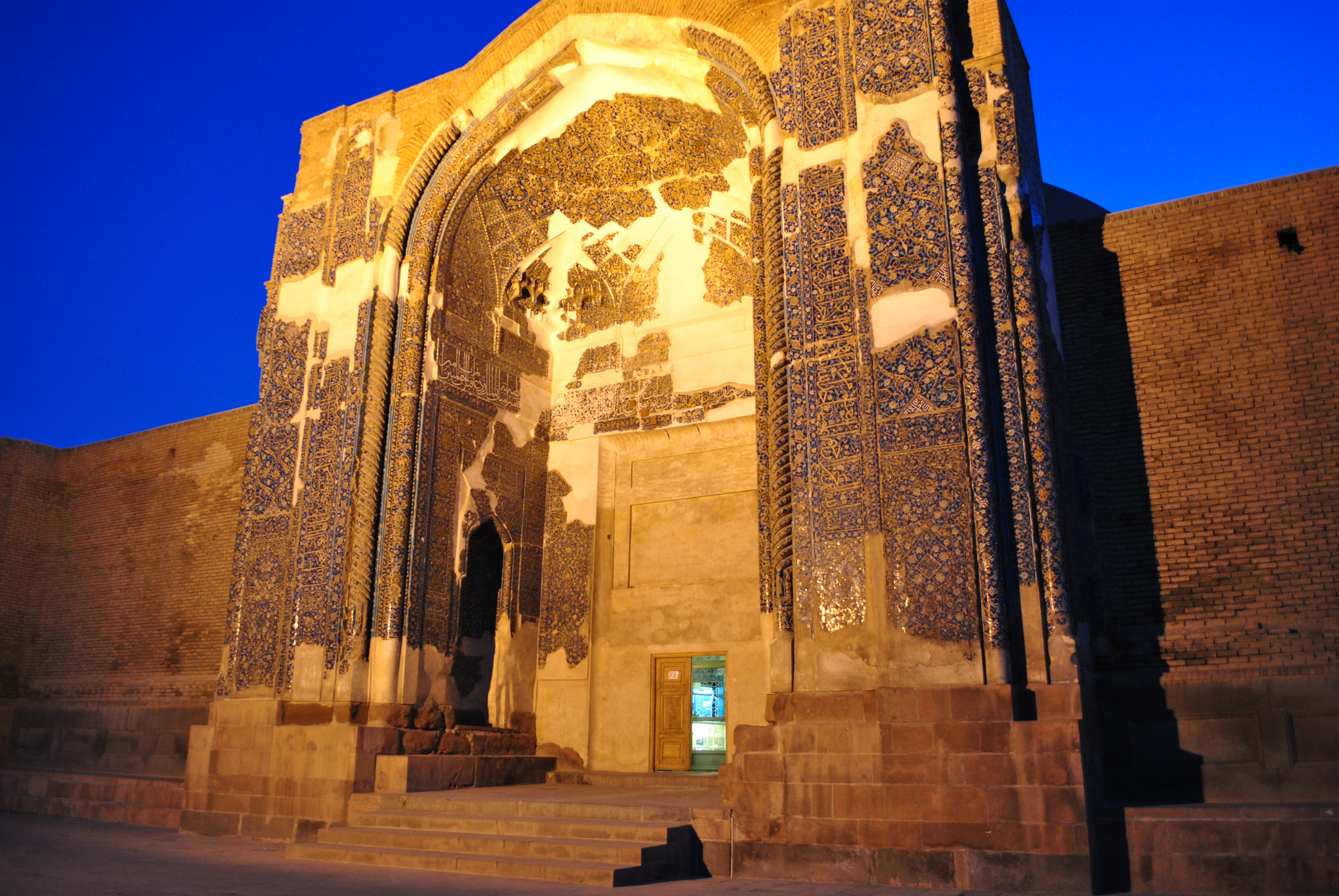
L'entrada a la nit
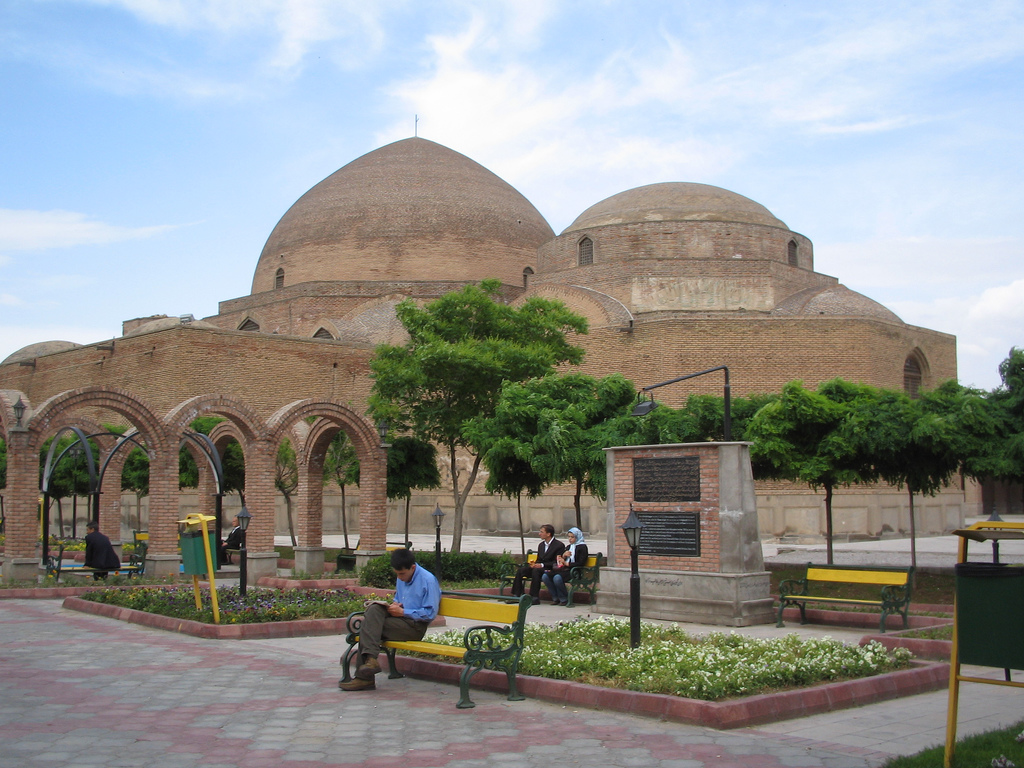
Vista del conjunt

Interior
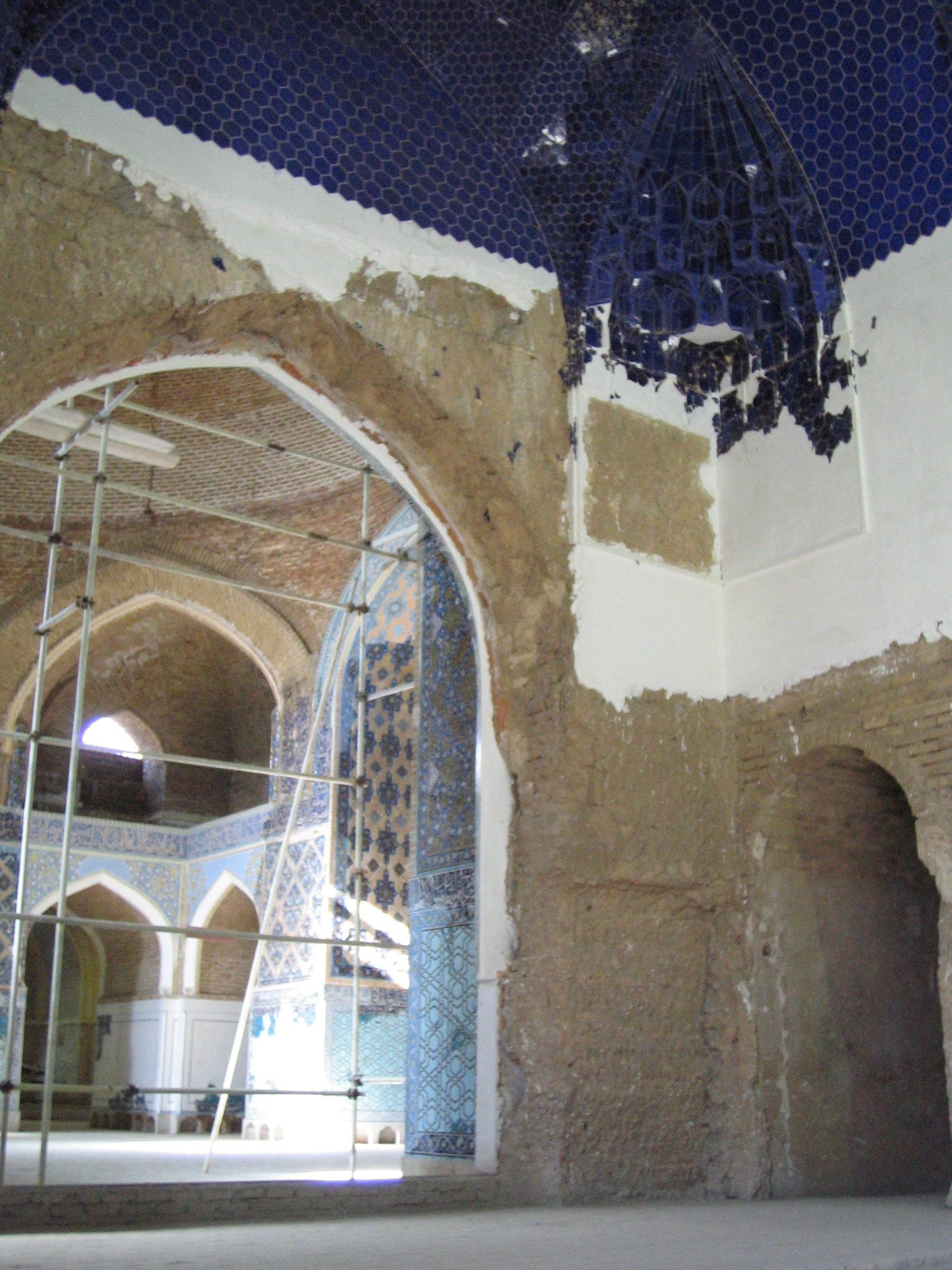
Interior
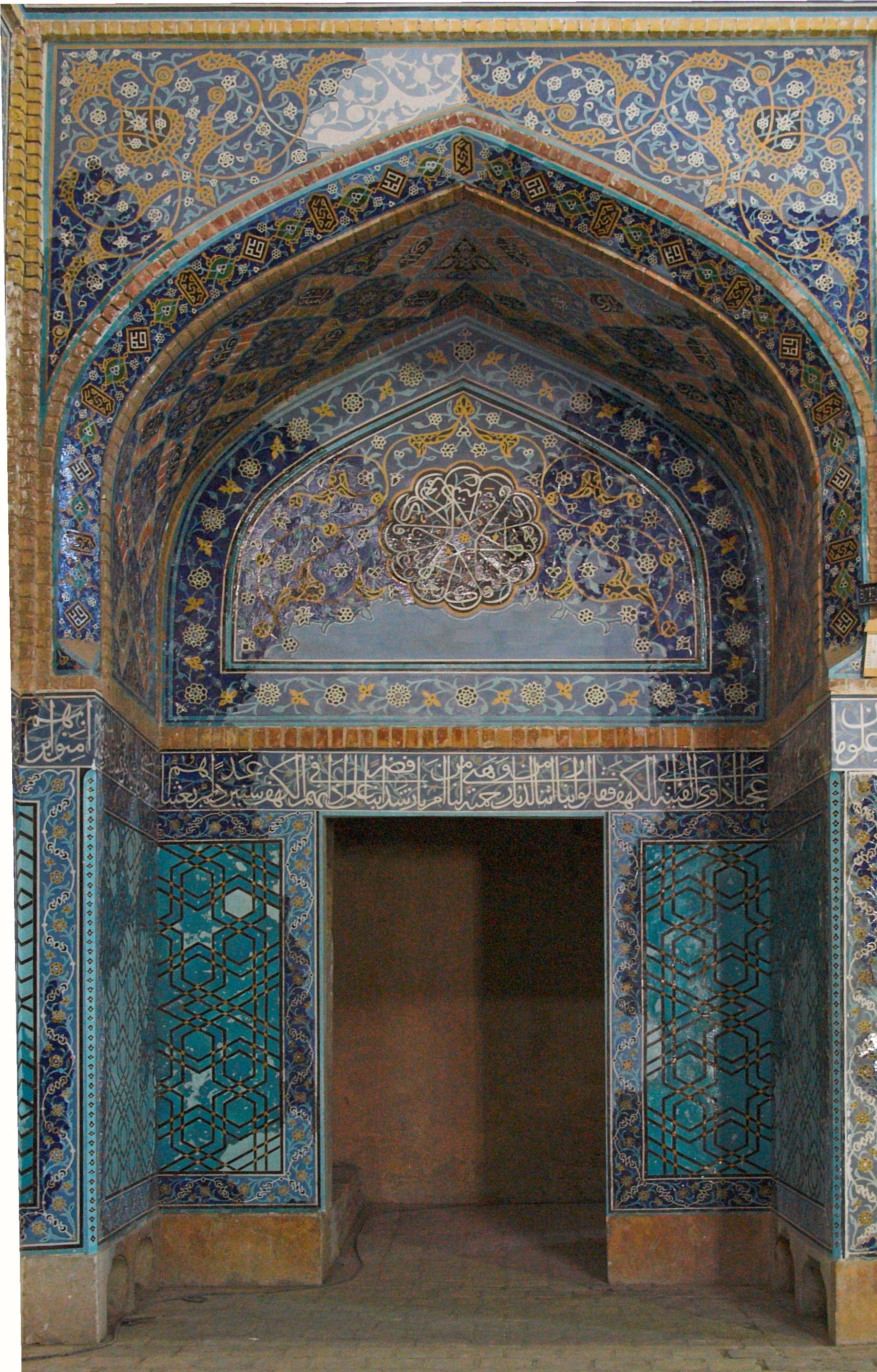
Una de les portes
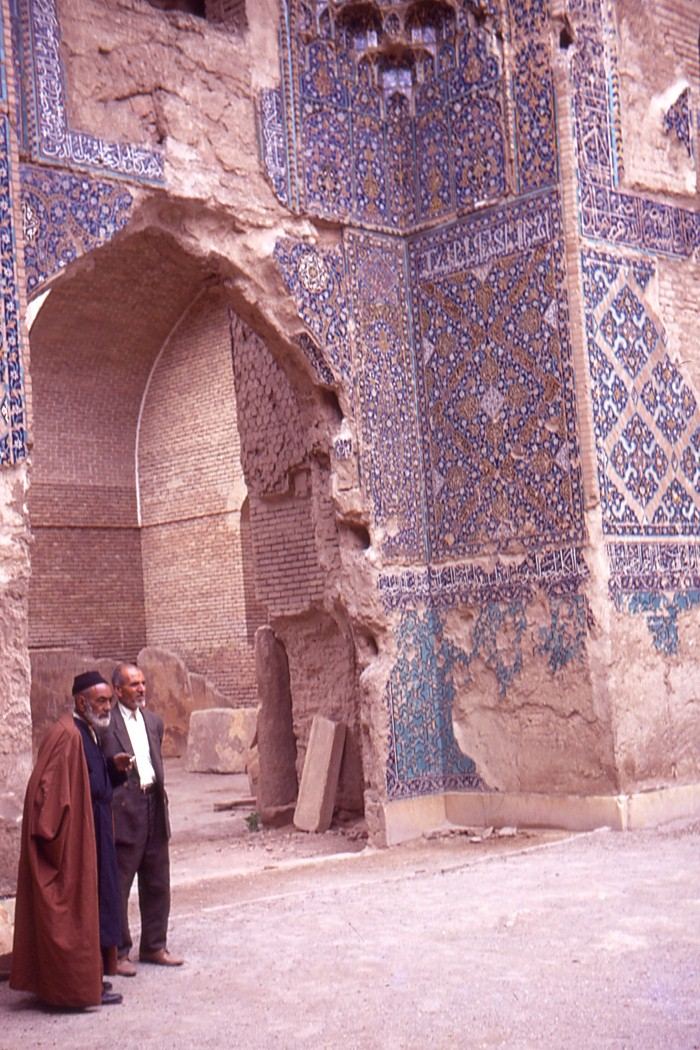
la Mesquita Blava en 1969
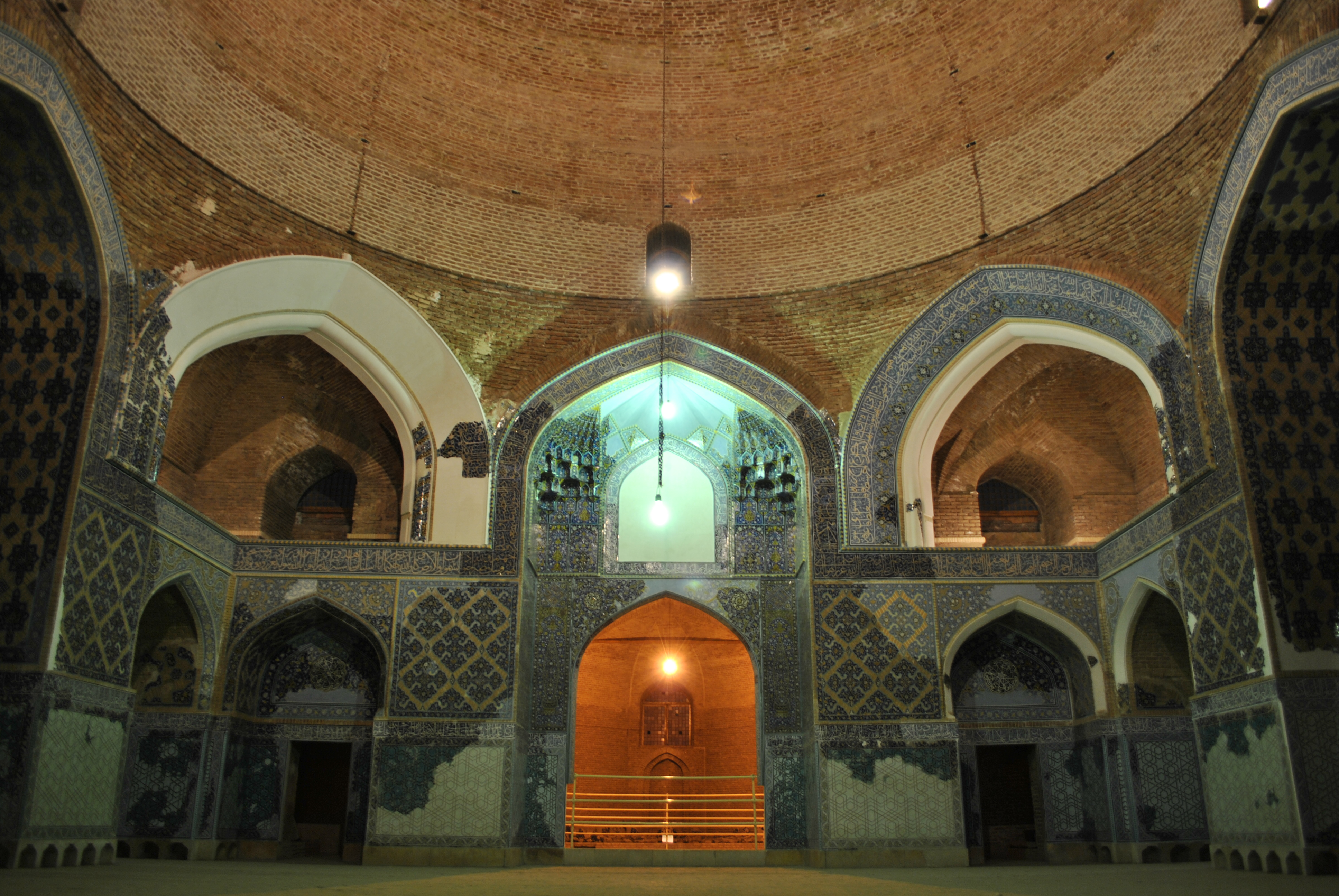
L'interior a la nit
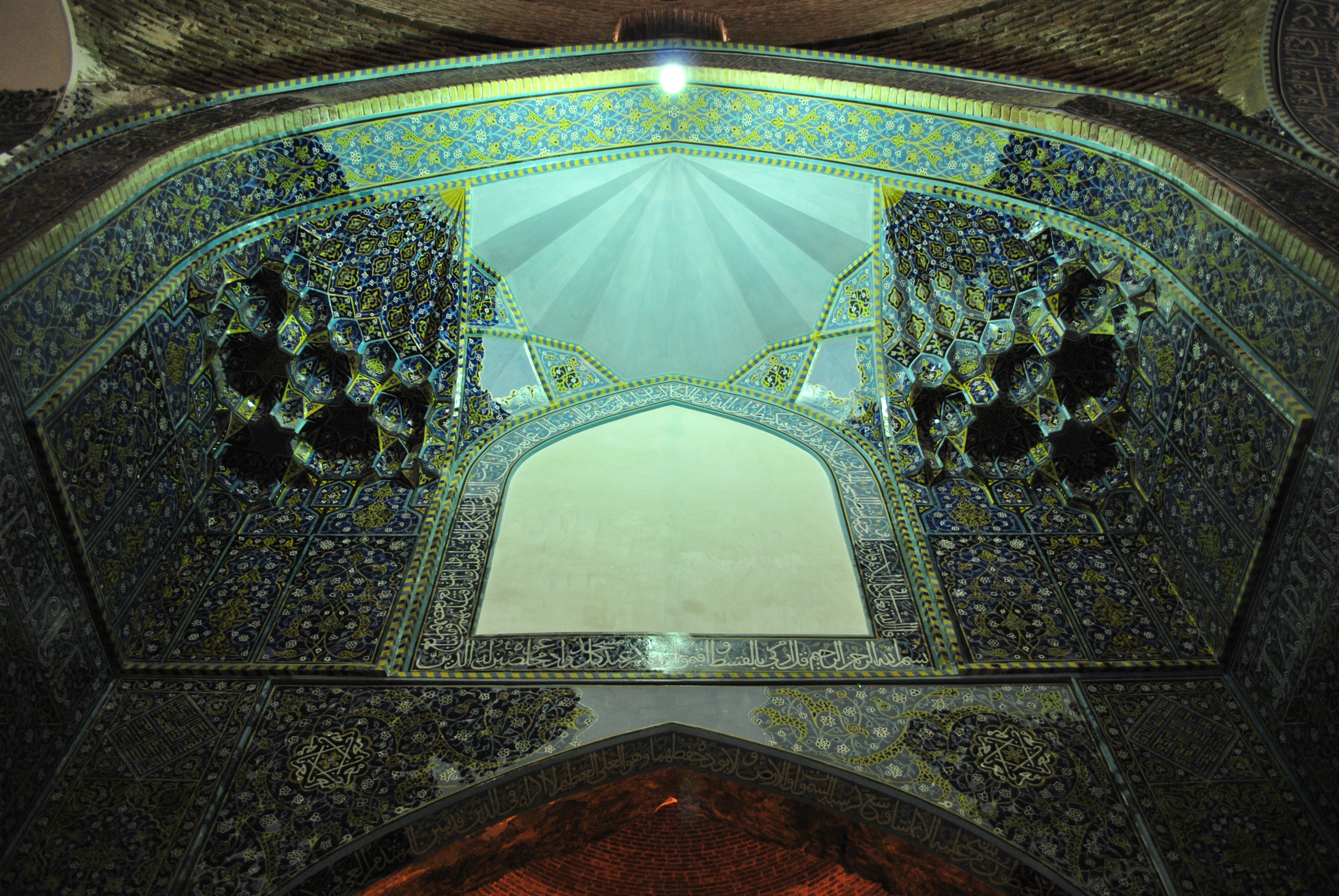
L'interior a la nit
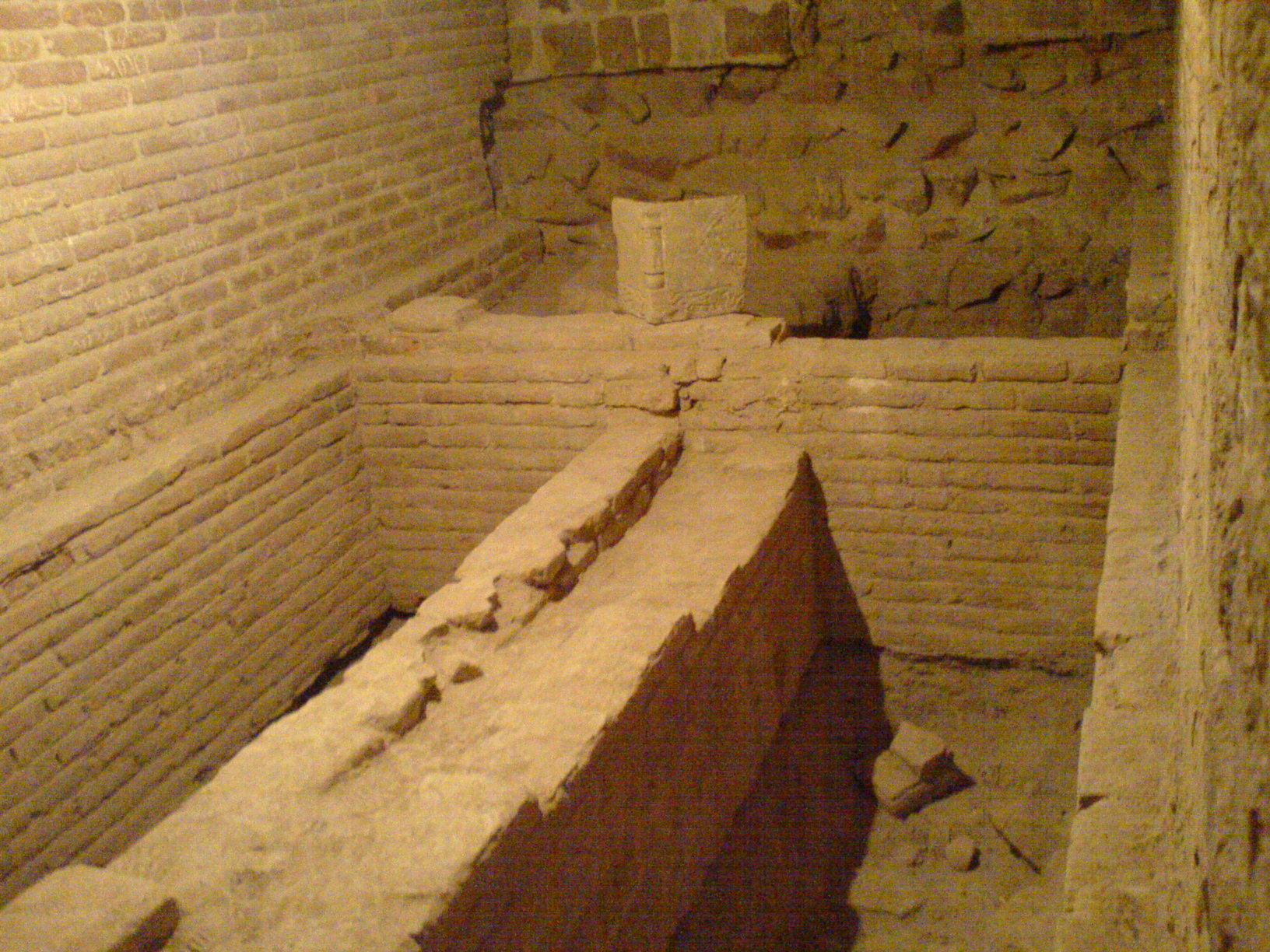
La tomba de Jahān Shāh al sud de la mesquita

Pinturas de la mezquita
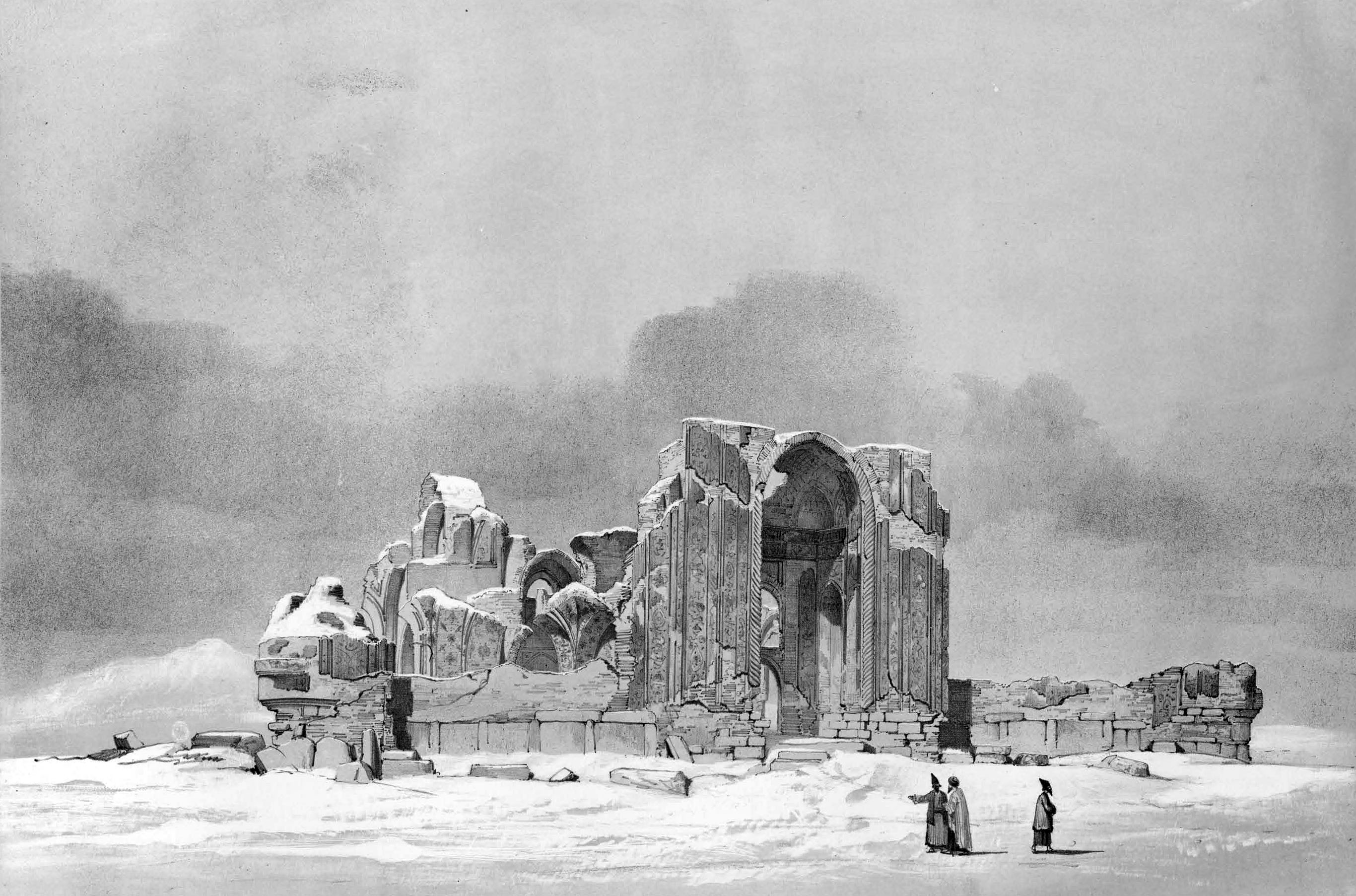
Les ruïnes de la Mesquita Blava, Eugène Flandin 1841
Pintura de la Mesquita Blava d'un turista francès, Jules Laurens, 1872.